# Dieter Hendel
Dieter Hendel (* 11. Oktober 1934 in Dresden) ist ein deutscher Ingenieur, Manager und ehemaliger Werkleiter des BMW-Werks Regensburg.

## Leben
Dieter Hendel begann nach seinem Studium 1961 seine Karriere in München bei BMW als Assistent des Produktionsmanagers Carl Hürth. 1963 wurde er Assistent in der Betriebsleitung und ab 1965 hatte er mehrere Führungspositionen bei BMW.
1985 wurde er technischer Werkleiter des neu in Betrieb genommenen BMW-Werks Regensburg. Die kaufmännische Werkleitung bekam zu diesem Zeitpunkt Bernd Kalthegener, den Herbert Quandt zu BMW brachte. Kalthegener wurde 1988 von Joachim Raff abgelöst. Nachdem 1992 die Werkleitung auf eine Person begrenzt worden war, war Hendel alleiniger Werkleiter. 1994 gab er die Leitung an Ernst Baumann ab.
Während seiner Tätigkeit als Leiter des Regensburger BMW-Werks war er wesentlich an den Vorbereitungen der Gründung des Regensburger Citylogistik-Projekts RegLog® beteiligt, das 1998 von der BMW Group und der IHK Regensburg initiiert wurde. Das Projekt wurde 2008 von Finanzstaatssekretär Franz Josef Pschierer in Vertretung für den bayerischen Ministerpräsidenten Horst Seehofer mit dem Bayerischen Umweltpreis gewürdigt. Hendel vertrat bei der Verleihung in der Bayerischen Staatskanzlei BMW.

## Publikationen
- BMW Verkehrsmanagement für Regensburg. Ideen Konzepte Erfolge. Hrsg. zusammen mit Reinhard Eberl, BMW AG Werk Regensburg, 2006.
- Beitrag zu Die Fachhochschule Regensburg von 1990 bis 2006. Bd. 2., Erich Kohnhäuser, Beratzhausen, 2012. ISBN  978-3-000-38443-1

## Auszeichnungen
- 1996: Ernennung zum Ehrensenator der FH Regensburg[4]
- 1984: Matthäus-Runtinger-Medaille, Stadt Regensburg[5]